# Caterina-Amàlia dels Països Baixos
Caterina-Amàlia dels Països Baixos (nom complet Catharina-Amalia Beatrix Carmen Victoria, La Haia, 7 de desembre de 2003) és l'hereva al tron del Regne dels Països Baixos, format pels Països Baixos, Curaçao, Aruba i Sint Maarten, ja que és la filla gran dels monarques actuals: el rei Guillem Alexandre i la reina consort Màxima.
Ostenta el títol de princesa d'Orange des del 30 d'abril del 2013, data de l'ascensió al tron del seu pare després de l'abdicació de la reina Beatriu I, i els títols de princesa dels Països Baixos i Princesa d'Orange-Nassau des del seu naixement.

## Naixement
Va néixer el 7 de desembre de 2003 a l'hospital Bronovo de La Haia. Per anunciar el naixement es van disparar 101 salves a quatre llocs diferents del Regne dels Països Baixos: a Den Helder i La Haia, als Països Baixos, a Willemstad (Curaçao) a les Antilles Holandeses, i a Oranjestad a Aruba.
El 12 de juny de 2005, Caterina-Amàlia va ser batejada a l'Església Gran de Sant Jaume de La Haia pel mateix pastor que va oficiar la cerimònia religiosa del casament dels seus pares el 2002. Els padrins van ser el seu oncle patern, Constantí dels Països Baixos, Victoria de Suècia, hereva al tron de Suècia, Herman Tjeenk Willink, llavors vicepresident del Consell d'Estat dels Països Baixos, Samantha Deane, amiga de la seva mare, Martín Zorreguieta, el seu oncle matern, i Marc ter Haar, amic del seu pare.
A diferència del que havia succeït al casament dels seus pares, els avis materns d'Amàlia –Jorge Zorreguieta i María del Carmen Cerruti Carricart– van poder assistir al baptisme, ja que es va considerar que era un assumpte privat de la família reial més que no pas un afer d'estat. El 2002 es va prohibir la presència de Zorreguieta al casament a causa de la seva implicació política en la dictadura del general Jorge Rafael Videla.

## Vida i educació

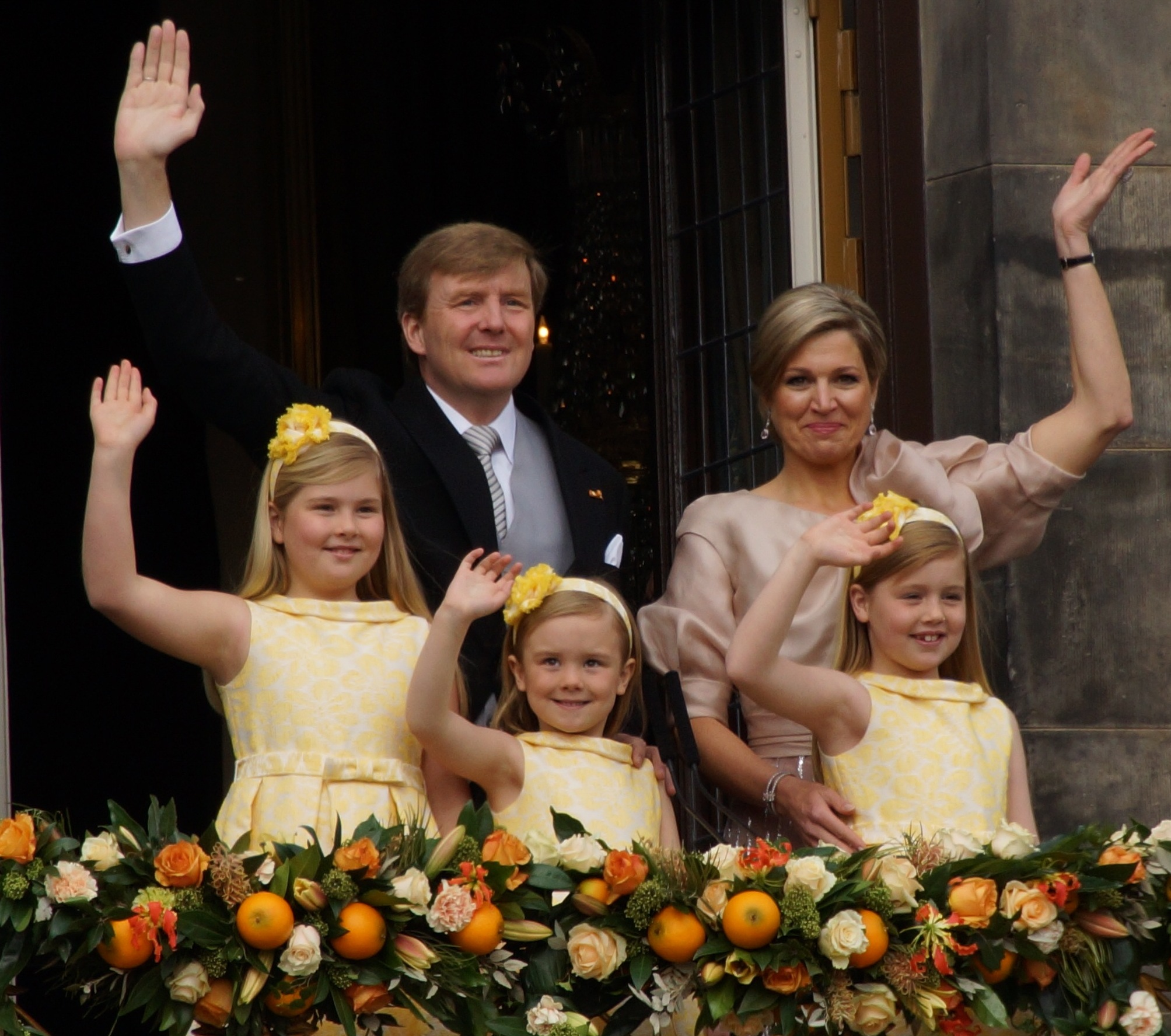
La Princesa Caterina Amalia, amb les seves germanes i els seus pares, Guillem Alexandre i Màxima, el dia de l'abdicació de la reina Beatriu.

Caterina-Amàlia té dues germanes petites: Alèxia (nascuda el 2005) i Ariadna (nascuda el 2007). Totes tres viuen amb els seus pares al Palau Huis ten Bosch a La Haia. Anteriorment, havien viscut a la Villa Eikenhorst.
El seu aniversari se sol celebrar amb un concert a l'església Kloosterkerk de La Haia on hi assisteixen embaixadors i diversos membres de la casa reial i el Consell d'Estat dels Països Baixos. Pel seu setè aniversari, un avió Douglas C-47 Skytrain, que havia estat propietat del seu besavi, el Príncep Bernat de Lippe-Biesterfeld, va ser batejat amb el seu nom. Tanmateix no va poder assistir a la cerimònia perquè havia d'anar a l'escola.
Quan el seu pare, Guillem Alexandre, va accedir al tron el 2013, va esdevenir l'hereva més jove de les monarquies europees. Va perdre aquesta condició el 2014, quan Felip VI d'Espanya va accedir al tron, ja que la Elionor de Borbó va esdevenir hereva amb només vuit anys. A la fi de l'adolescència, Amàlia va patir episodis de ciberassetjament relacionats amb el seu pes per part d'alguns mitjans de comunicació i d'internautes anònims.
Per voluntat dels seus progenitors, Amàlia no participarà en l'agenda pública oficial de la Casa Reial fins a la seva majoria d'edat el 2021.

### Educació
El 10 de desembre del 2007 va començar la seva educació primària al centre públic Openbare Bloemcampschool de Wassenaar. L'agost del 2015 va passar a l'ensenyament secundari a l'institut Christelijk Gymnasium Sorghvliet de La Haia, un altre centre públic on ja havien assistit el seu pare i la seva tieta, la Princesa Lorena.
Amàlia parla neerlandès, anglès i castellà, llengua nativa de la seva mare, i té algunes nocions de xinès, idioma que va estudiar a l'institut.

## Títols i tractaments
- 7 de desembre de 2003 – 30 abril de 2013: Sa Altesa Reial Princesa Caterina Amàlia dels Països Baixos, Princesa d'Orange-Nassau
- 30 d'abril de 2013 – present: Sa Altesa Reial la Princesa d'Orange, Princesa dels Països Baixos i Princesa d'Orange-Nassau

## Ancestres
A través del seu avi patern, membre de la Casa d'Amsberg, Caterina Amàlia és descendent de diverses famílies de la baixa noblesa alemanya i, a través de la seva àvia paterna, pertany a diverses famílies reials neerlandeses i alemanyes com la Casa de Lippe, Mecklenburg-Schwerin, la Casa d'Orange-Nassau, Waldeck i Pyrmont i la Casa de Hohenzollern. És descendent directa del primer Rei dels Països Baixos, Guillem I, que també fou governant de Luxemburg i de diversos estats alemanys.
Per la branca materna, Caterina Amàlia té avantpassats argentins, italians i bascos.
Té un parentesc llunyà amb la corona britànica, ja que es descendent directa de la duquessa Augusta Frederica de Brunswick, germana gran del rei Jordi III del Regne Unit. Per aquest motiu ocupa el lloc número 800 en la línia de successió al tron britànic malgrat que el seu pare, Guillem Alexandre va ser apartat de la línia successòria d'acord amb l'Acta d'Establiment de 1701 pel fet d'haver-se casat amb una catòlica. Caterina Amàlia es manté en la línia de successió perquè l'Acta no afecta els descendents d'aquells que han estat apartats.
|  |                                                              |  |  |  |  |  |  |  |  |  |  |  |  |  |  |  |
|  | 16. Baró Wilhem von Amsberg                                  |  |  |  |  |  |  |  |  |  |  |  |  |  |  |  |
|  |                                                              |  |  |  |  |  |  |  |  |  |  |  |  |  |  |  |
|  |                                                              |  |  |  |  |  |  |  |  |  |  |  |  |  |  |  |
|  | 8. Baró Claus Felix von Amsberg                              |  |  |  |  |  |  |  |  |  |  |  |  |  |  |  |
|  |                                                              |  |  |  |  |  |  |  |  |  |  |  |  |  |  |  |
|  |                                                              |  |  |  |  |  |  |  |  |  |  |  |  |  |  |  |
|  | 17. Baronessa Elise von Vieregge                             |  |  |  |  |  |  |  |  |  |  |  |  |  |  |  |
|  |                                                              |  |  |  |  |  |  |  |  |  |  |  |  |  |  |  |
|  |                                                              |  |  |  |  |  |  |  |  |  |  |  |  |  |  |  |
|  | 4. Claus Georg von Amsberg                                   |  |  |  |  |  |  |  |  |  |  |  |  |  |  |  |
|  |                                                              |  |  |  |  |  |  |  |  |  |  |  |  |  |  |  |
|  |                                                              |  |  |  |  |  |  |  |  |  |  |  |  |  |  |  |
|  | 18. Baró Georg von dem Bussche-Haddenhausen                  |  |  |  |  |  |  |  |  |  |  |  |  |  |  |  |
|  |                                                              |  |  |  |  |  |  |  |  |  |  |  |  |  |  |  |
|  |                                                              |  |  |  |  |  |  |  |  |  |  |  |  |  |  |  |
|  | 9. Baronessa Gösta von dem Bussche-Haddenhausen              |  |  |  |  |  |  |  |  |  |  |  |  |  |  |  |
|  |                                                              |  |  |  |  |  |  |  |  |  |  |  |  |  |  |  |
|  |                                                              |  |  |  |  |  |  |  |  |  |  |  |  |  |  |  |
|  | 19. Baronessa Gabriele Marie von dem Bussche-Ippenburg       |  |  |  |  |  |  |  |  |  |  |  |  |  |  |  |
|  |                                                              |  |  |  |  |  |  |  |  |  |  |  |  |  |  |  |
|  |                                                              |  |  |  |  |  |  |  |  |  |  |  |  |  |  |  |
|  | 2. Guillem Alexandre dels Països Baixos                      |  |  |  |  |  |  |  |  |  |  |  |  |  |  |  |
|  |                                                              |  |  |  |  |  |  |  |  |  |  |  |  |  |  |  |
|  |                                                              |  |  |  |  |  |  |  |  |  |  |  |  |  |  |  |
|  | 20. Príncep Bernat Casimir de Lippe-Biesterfeld              |  |  |  |  |  |  |  |  |  |  |  |  |  |  |  |
|  |                                                              |  |  |  |  |  |  |  |  |  |  |  |  |  |  |  |
|  |                                                              |  |  |  |  |  |  |  |  |  |  |  |  |  |  |  |
|  | 10. Príncep Bernat Leopold de Lippe-Biesterfeld              |  |  |  |  |  |  |  |  |  |  |  |  |  |  |  |
|  |                                                              |  |  |  |  |  |  |  |  |  |  |  |  |  |  |  |
|  |                                                              |  |  |  |  |  |  |  |  |  |  |  |  |  |  |  |
|  | 21. Baronessa Armgard Kunigunde de Sierstorpff-Cramm         |  |  |  |  |  |  |  |  |  |  |  |  |  |  |  |
|  |                                                              |  |  |  |  |  |  |  |  |  |  |  |  |  |  |  |
|  |                                                              |  |  |  |  |  |  |  |  |  |  |  |  |  |  |  |
|  | 5. Reina Beatriu I dels Països Baixos                        |  |  |  |  |  |  |  |  |  |  |  |  |  |  |  |
|  |                                                              |  |  |  |  |  |  |  |  |  |  |  |  |  |  |  |
|  |                                                              |  |  |  |  |  |  |  |  |  |  |  |  |  |  |  |
|  | 22. Duc Enric Vladimir de Mecklemburg-Schwerin               |  |  |  |  |  |  |  |  |  |  |  |  |  |  |  |
|  |                                                              |  |  |  |  |  |  |  |  |  |  |  |  |  |  |  |
|  |                                                              |  |  |  |  |  |  |  |  |  |  |  |  |  |  |  |
|  | 11. Reina Juliana I dels Països Baixos                       |  |  |  |  |  |  |  |  |  |  |  |  |  |  |  |
|  |                                                              |  |  |  |  |  |  |  |  |  |  |  |  |  |  |  |
|  |                                                              |  |  |  |  |  |  |  |  |  |  |  |  |  |  |  |
|  | 23. Reina Guillermina dels Països Baixos                     |  |  |  |  |  |  |  |  |  |  |  |  |  |  |  |
|  |                                                              |  |  |  |  |  |  |  |  |  |  |  |  |  |  |  |
|  |                                                              |  |  |  |  |  |  |  |  |  |  |  |  |  |  |  |
|  | 1. Princesa Caterina Amàlia d'Orange                         |  |  |  |  |  |  |  |  |  |  |  |  |  |  |  |
|  |                                                              |  |  |  |  |  |  |  |  |  |  |  |  |  |  |  |
|  |                                                              |  |  |  |  |  |  |  |  |  |  |  |  |  |  |  |
|  | 24. Dr. Amadeo Zorreguieta Hernández, alclade de Mendoza     |  |  |  |  |  |  |  |  |  |  |  |  |  |  |  |
|  |                                                              |  |  |  |  |  |  |  |  |  |  |  |  |  |  |  |
|  |                                                              |  |  |  |  |  |  |  |  |  |  |  |  |  |  |  |
|  | 12. Juan Antonio Zorreguieta                                 |  |  |  |  |  |  |  |  |  |  |  |  |  |  |  |
|  |                                                              |  |  |  |  |  |  |  |  |  |  |  |  |  |  |  |
|  |                                                              |  |  |  |  |  |  |  |  |  |  |  |  |  |  |  |
|  | 25. Máxima Blanca Bonorino González                          |  |  |  |  |  |  |  |  |  |  |  |  |  |  |  |
|  |                                                              |  |  |  |  |  |  |  |  |  |  |  |  |  |  |  |
|  |                                                              |  |  |  |  |  |  |  |  |  |  |  |  |  |  |  |
|  | 6. Jorge Horacio Zorreguieta                                 |  |  |  |  |  |  |  |  |  |  |  |  |  |  |  |
|  |                                                              |  |  |  |  |  |  |  |  |  |  |  |  |  |  |  |
|  |                                                              |  |  |  |  |  |  |  |  |  |  |  |  |  |  |  |
|  | 26. Oreste Stefanini                                         |  |  |  |  |  |  |  |  |  |  |  |  |  |  |  |
|  |                                                              |  |  |  |  |  |  |  |  |  |  |  |  |  |  |  |
|  |                                                              |  |  |  |  |  |  |  |  |  |  |  |  |  |  |  |
|  | 13. Cesira Maria Stefanini                                   |  |  |  |  |  |  |  |  |  |  |  |  |  |  |  |
|  |                                                              |  |  |  |  |  |  |  |  |  |  |  |  |  |  |  |
|  |                                                              |  |  |  |  |  |  |  |  |  |  |  |  |  |  |  |
|  | 27. Tullia Carolina Borella                                  |  |  |  |  |  |  |  |  |  |  |  |  |  |  |  |
|  |                                                              |  |  |  |  |  |  |  |  |  |  |  |  |  |  |  |
|  |                                                              |  |  |  |  |  |  |  |  |  |  |  |  |  |  |  |
|  | 3. Máxima Zorreguieta                                        |  |  |  |  |  |  |  |  |  |  |  |  |  |  |  |
|  |                                                              |  |  |  |  |  |  |  |  |  |  |  |  |  |  |  |
|  |                                                              |  |  |  |  |  |  |  |  |  |  |  |  |  |  |  |
|  | 28. Dr. Santiago Cerruti Ponce de León, alcalde de Pergamino |  |  |  |  |  |  |  |  |  |  |  |  |  |  |  |
|  |                                                              |  |  |  |  |  |  |  |  |  |  |  |  |  |  |  |
|  |                                                              |  |  |  |  |  |  |  |  |  |  |  |  |  |  |  |
|  | 14. Dr. Jorge Horacio Cerruti                                |  |  |  |  |  |  |  |  |  |  |  |  |  |  |  |
|  |                                                              |  |  |  |  |  |  |  |  |  |  |  |  |  |  |  |
|  |                                                              |  |  |  |  |  |  |  |  |  |  |  |  |  |  |  |
|  | 29. María de las Mercedes de Sautu Martínez                  |  |  |  |  |  |  |  |  |  |  |  |  |  |  |  |
|  |                                                              |  |  |  |  |  |  |  |  |  |  |  |  |  |  |  |
|  |                                                              |  |  |  |  |  |  |  |  |  |  |  |  |  |  |  |
|  | 7. María del Carmen Cerruti                                  |  |  |  |  |  |  |  |  |  |  |  |  |  |  |  |
|  |                                                              |  |  |  |  |  |  |  |  |  |  |  |  |  |  |  |
|  |                                                              |  |  |  |  |  |  |  |  |  |  |  |  |  |  |  |
|  | 30. Domingo Carricart Etchart, alcalde de Tres Arroyos       |  |  |  |  |  |  |  |  |  |  |  |  |  |  |  |
|  |                                                              |  |  |  |  |  |  |  |  |  |  |  |  |  |  |  |
|  |                                                              |  |  |  |  |  |  |  |  |  |  |  |  |  |  |  |
|  | 15. María del Carmen Carricart                               |  |  |  |  |  |  |  |  |  |  |  |  |  |  |  |
|  |                                                              |  |  |  |  |  |  |  |  |  |  |  |  |  |  |  |
|  |                                                              |  |  |  |  |  |  |  |  |  |  |  |  |  |  |  |
|  | 31. María del Carmen Cieza Rodríguez                         |  |  |  |  |  |  |  |  |  |  |  |  |  |  |  |
|  |                                                              |  |  |  |  |  |  |  |  |  |  |  |  |  |  |  |
|  |                                                              |  |  |  |  |  |  |  |  |  |  |  |  |  |  |  |

Plantilla:Ahnentafel inferior